# Татари

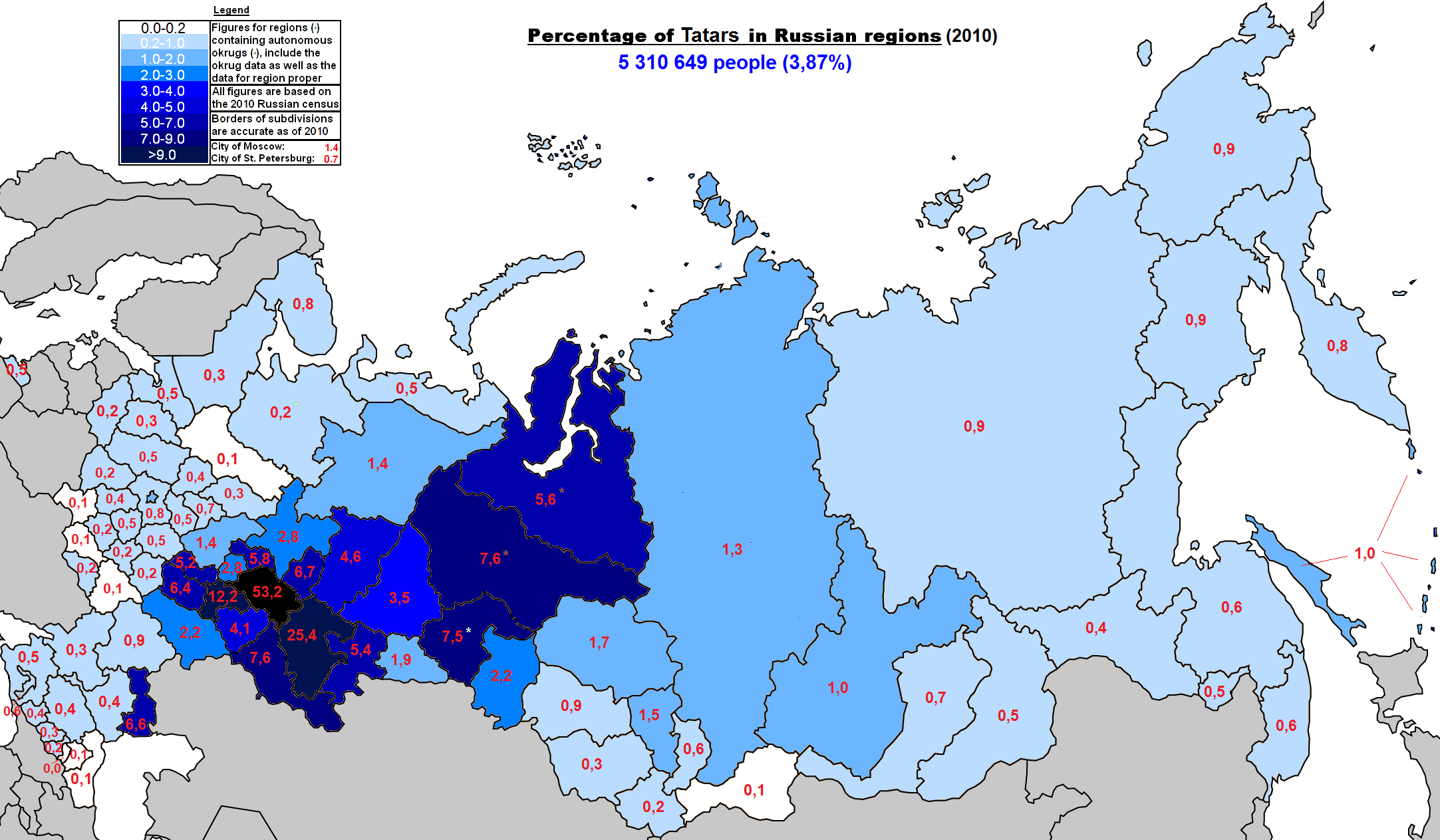
Питома вага татар у регіонах Росії, перепис 2010 р.

Татари, волго-уральські татари (тат. татарлар) — тюркський народ, корінний народ Волго-Уральського регіону (Ідель-Уралу), титульна нація Республіки Татарстан. Проживають у Росії (адміністративне утворення Республіка Татарстан), Україні та інших країнах Східної Європи і Азії. Переважна більшість дотримується мусульманського віровчення сунітського напряму.
Загальна кількість татар наприкінці XX століття становила понад 10 мільйонів осіб, мешкали вони в основному в західній-центральній Росії вздовж центральної течії Волги та її притоку Ками і далі на схід до Уральських гір. Крім того, татари мешкають у Казахстані, Узбекистані.
Також татари — загальний термін для позначення різних тюркських народів Східної Європи та Азії, що мають слово «татар» у своїй самоназві (волзькі татари, кримські татари, сибірські татари, татари-липки та інші). 

## Походження назви
Вперше назва «татари» з'явилася серед кочових племен, що мешкали на північному сході сучасної Монголії та теренах навкруги озера Байкал починаючи з V століття н. е. На відміну від монголів, ці народи спілкувалися тюркською мовою та вони, імовірно, були спорідненими з народами Кумак та Кипчак. Пізніше, на початку ХІІІ століття деякі групи цих тюркських кочівників стали частиною армії монгольського завойовника Чингісхана, відбулося злиття монгольських та татарських підрозділів, і монгольські завойовники Русі та Угорщини для європейців стали відомими як татари (або тартари).
Великою Тартарією в XIII—XIX ст. називали Великий степ загалом, тож стосувалася не якоїсь певної країни, а всієї степової частини Азії. «Татарами» відтак іменували усіх жителів Степу і мешканців різних держав на його території — незалежно від їх походження, мови і віросповідання. В документах того часу в поняття «татари» могли включатись як тюркомовні мусульмани (основне населення Великого Степу) так і монголомовні буддисти, китайці, місцеві євреї чи навіть слов'яномовні козаки-християни, які проживали у Степу. Також саме від назви «татари» в сенсі «степовики» походить одне з назв Ординського царства (Монгольської імперії) — царство Татарське.
Для військово-служилої верстви найзахіднішої частини Монгольської імперії — Улуса Джучі назва «татари» перетворилася на ознаку підданства, а згодом — і самоназву, яка поступово поширилася й на інші верстви населення, сприяючи формування надетнічної ідентичності. З розпадом Улусу і формуванням окремих тюркських народів і нації, деякі з них зберегли колись загальну назву (насамперед це стосується волзьких татар, або просто татар, які складають основну частину населення республіки Татарстан), в той час як інші — такі як азербайджанці — від неї відмовилися.
В XVIII—XIX ст. в офіційних документах Московського царства та Імперії Цін назву «татари» стали вживати переважно відносно тюркомовних мусульман — нащадків булгар, кипчаків, ногайців, козаків-казахів.
У східнослов'янських мовах поняття тата́ри традиційно вживається для позначення всіх представників тюркомовних народів, які є нащадками корінних жителів Улуса Джучі, Великого князівства Руського, Великого князівства Литовського і царства Московського.

## Історія

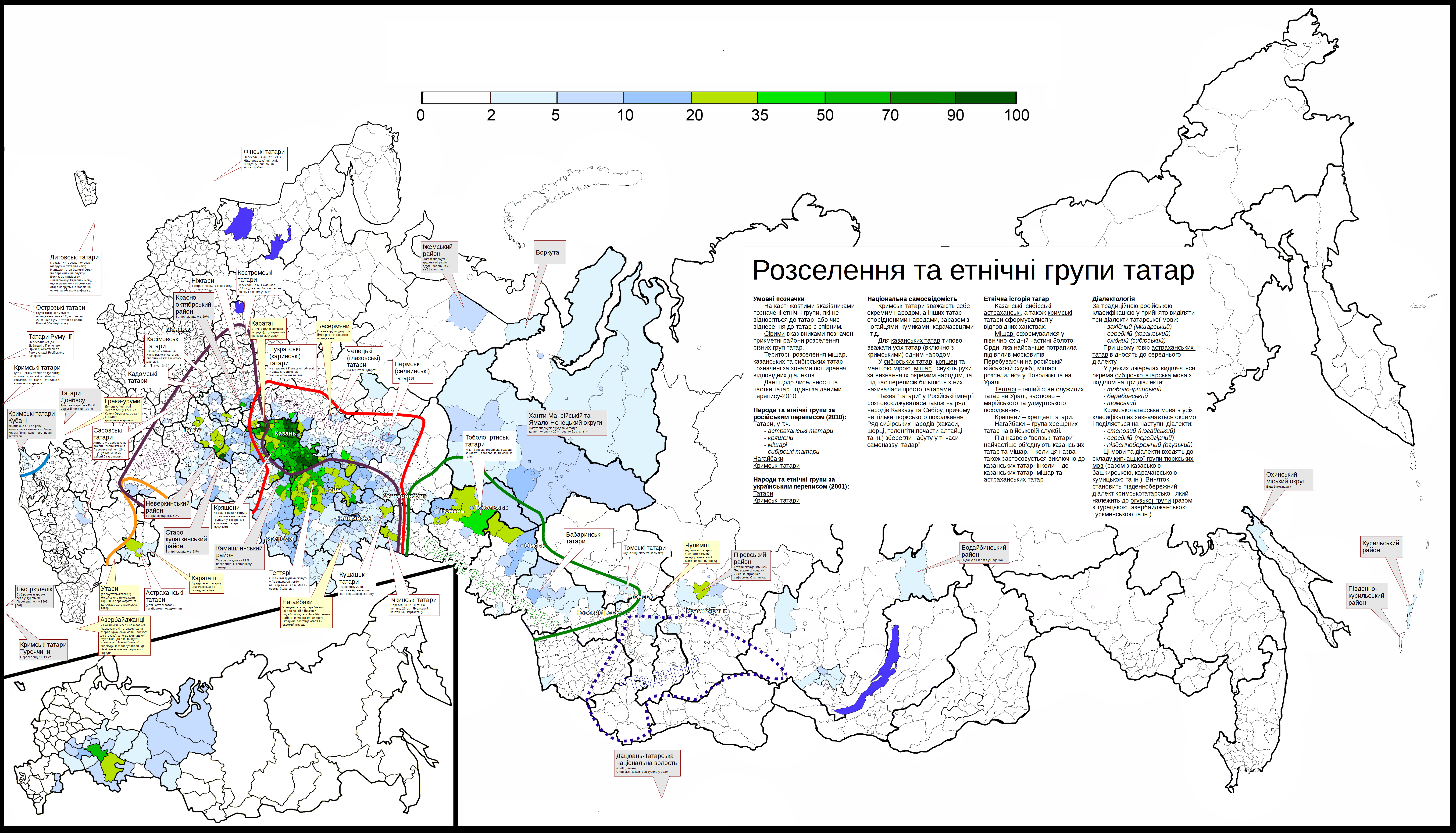
Розселення татар

Після розпаду імперії Чингісхана татари стали ототожнюватися головним чином із західною частиною монгольських володінь, яка охоплювала більшу частину сучасної Європейської Росії та називалася Золотою Ордою. У XIV столітті ці татари були навернені до сунітського ісламу. Розділена зсередини та через різнобічні іноземні тиски наприкінці XIV століття Золота Орда розпалася на незалежні татарські ханства Казані та Астрахані на Волзі, Сибірське ханство у західному Сибіру, та Крим. Московія підкорила перші три з цих ханств у XVI столітті, але Кримське ханство стало васальним відносно османів, доки його не завоювала Росія часів Катерини II 1783 року.
У своїх ханствах татари розвинули складну суспільну організацію, їхня знать зберегла своє громадянське та військове лідерство у російські часи; окремі класи громадян були купцями та землеробами. На чолі уряду був хан татарської держави (Казанського ханства), частина сім'ї якого, за угодою, що було підписано у XVI ст., прирівнювалась до Російської знаті. Ця стратифікація у межах татарського суспільства продовжувалась до Жовтневої революції 1917 року.
Протягом IX—XV століть татарська економіка базувалася на землеробстві та скотарстві, ця тенденція продовжується й понині. Ще в татар розвинена традиція майстерності по дереву, кераміці, шкірі, тканині та металу. Крім того протягом довгого часу вони були відомі як купці. Під час XVIII та XIX століть вони займали привілейовані позиції в межах Російської імперії як комерційні та політичні агенти, вчителі та адміністратори на одержаних територіях (до складу Російської імперії) у Центральній Азії.

## Татари в часи Ординського царства
Під час утворення Ординського царства, в його складі опинилося багато тюркомовного люду Великого Степу, частина якого сповідувала іслам. Серед них зокрема були колишні піддані Волзької Булгарії, Булгарського каганату. Вважається, що саме спільнота тюркомовних булгар, які сповідували іслам, так само як частина тюркомовних вільних людей Степу, відомих під назвами кипчаки та козаки стали предками сучасного татарського народу.
З часом, царство Ординське розпалося на окремі частини, від нього відокремилися Кримське, Казанське, Астраханське, Казахське та Сибірське ханство, а також Велике князівство Московське. В цей час в кожному з цих державних утворень вже існували татарські спільноти.

## Татари й Велике князівство Литовське
В процесі розвалу Ординського царства, зокрема після битви на Синіх Водах, багато татар стали підданими Великих князів Литовських, особливо багато їх переселилося в часи Вітовта. Значна частина їх з часом прийняла православну і католицьку віри та стали засновниками багатьох шляхетських і козацьких родів на землях сучасних України, Білорусі й Польщі. Інша частина, зберігши іслам, стала основою для утворення спільноти так званих староруських, білоруських або литовських татар, яка існує і в наш час.

## Татари й Московське царство
Зростання впливу Великого князівства Московського й утворення Московського царства стало можливим значною мірою за рахунок підтримки татар. Таким чином від самого початку Московське царство (потім — Московська імперія, згодом перейменована в Російську) створювалося за значної підтримки татар — тюркомовних людей мусульманської віри, про що часто забувають. Навіть розгром Казанського ханства військами Івана Грозного, який у сучасній татарській історії розглядають як велику національну трагедію, відбувався за значної підтримки його татарських підданих.
Таким чином, татари від самого початку склали найбільшу за чисельністю спільноту тюркомовних мусульман у складі Московського царства і Московської та Російської імперій. Надалі, татарські піддані Росії багато зробили для поширення її культурного впливу на схід, зокрема у Середній Азії. Татарські купці налагоджували торгівлю Росії з мусульманським світом, татарські вчені, філософи і богослови ініціювали будівництво шкіл, поширення грамотності, а також різних наук на основі ісламського віровчення і філософії. З часом, у XIX—XX ст. у Росії, під впливом імперської політики, про це було забуто.
Важливо пам'ятати, що у XIX ст. назва «татари» для більшості тюркомовних мусульман Російської імперії була зовнішньою назвою, екзоетнонімом, так їх називали переважно російськомовні люди, у той час як самі себе вони називали — булгар (булгари), казанли (казанці) тощо. Завдяки великій ролі ісламу в збереженні національної самобутності етнічні ідентичність часто поступалася релігійній — пересічні представники народу вважали себе насамперед мусульманами, а деякі навіть ображалися, коли їх іменували татарами — багато хто вважав це образливим визначенням, накинутим завойовниками. Лише в процесі формування єдиної татарської нації в XIX ст. назва «татари» стала загальноприйнятою.

## Татари в Україні
За переписом 2001 року в Україні мешкало понад 73 000 татар. Сучасні татари в Україні — нащадки волзьких татар, проживають переважно у Донецькій, Луганській, Харківській областях та Автономній Республіці Крим.
Понад 1.5 мільйонів казанських татар зараз мешкає у Волзькому та Уральському регіонах, та вони становлять приблизно половину населення у республіці Татарстан. Вони відомі як Волзькі татари та є найбільш забезпеченими та індустріально розвиненими з-поміж татарських груп. Майже мільйон татар мешкає у Казахстані та Центральній Азії.

### Зображення

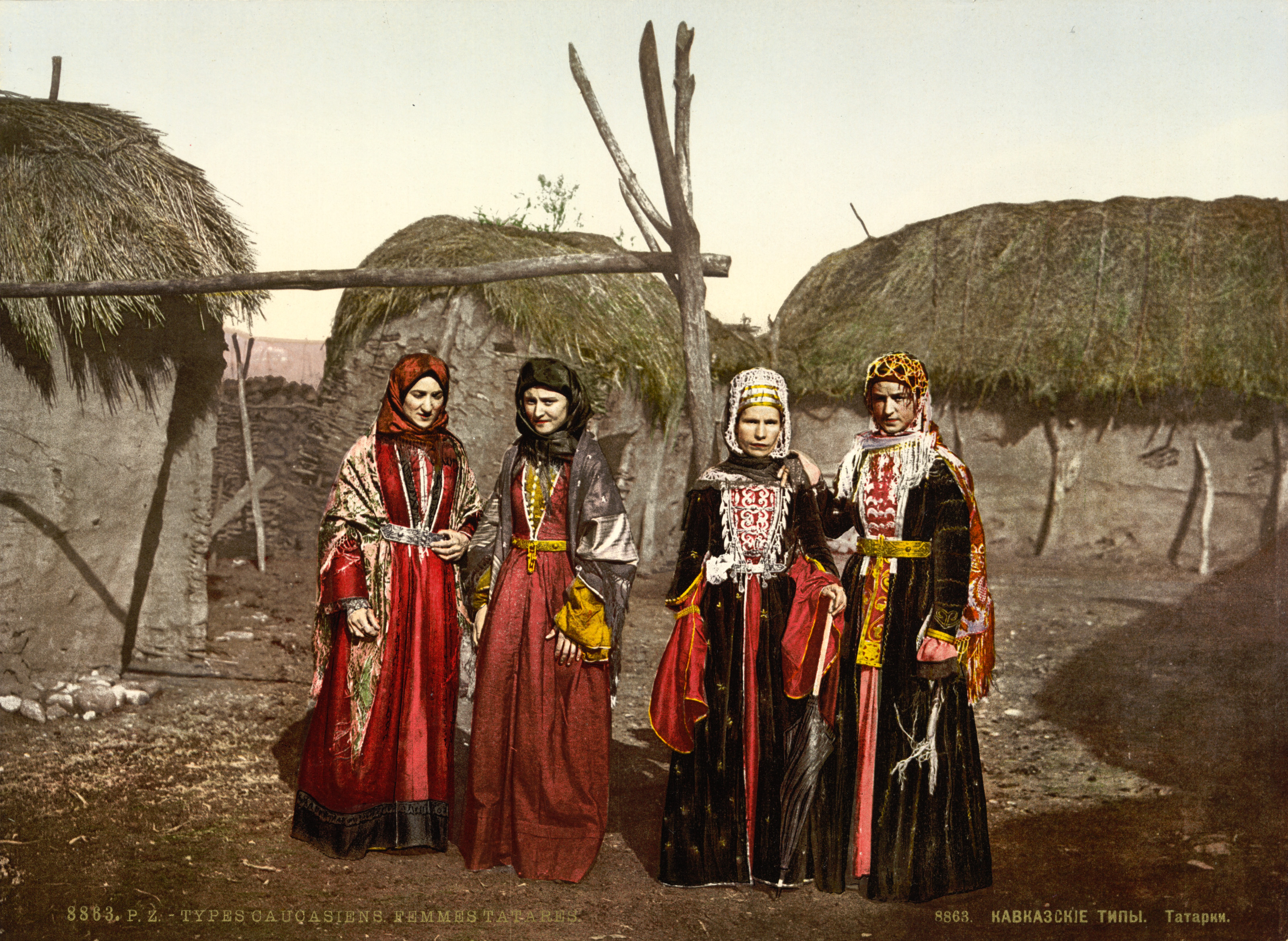
Татарки на Кавказі, 1895
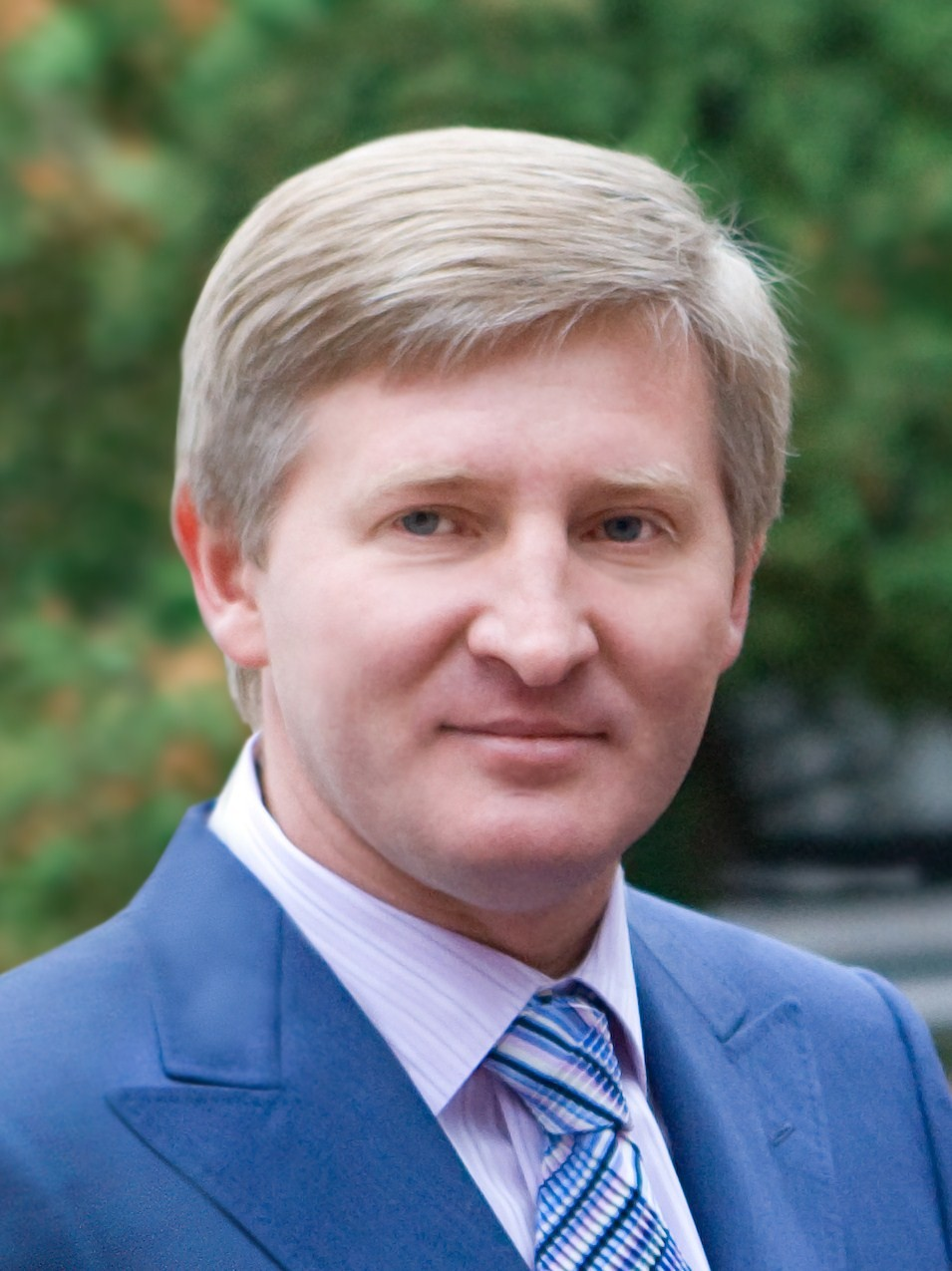
Рінат Леонідович Ахметов, найбагатша людина України, олігарх, один із найбагатших татар у світі
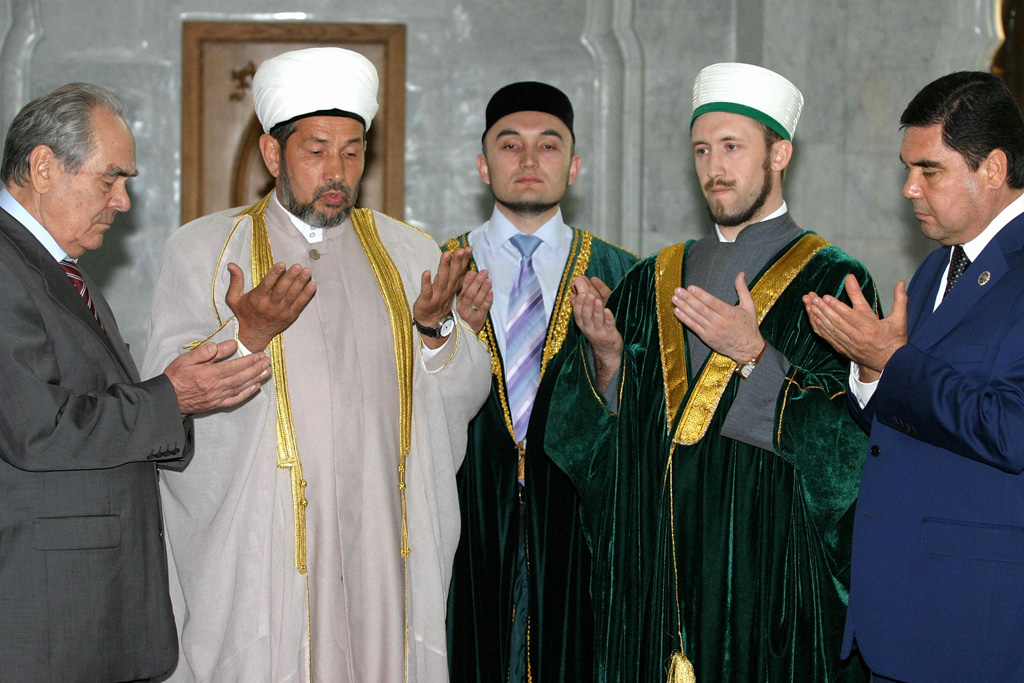
Мінтімер Шаймієв (ліворуч) і Гурбангули Бердімухамедов (праворуч)

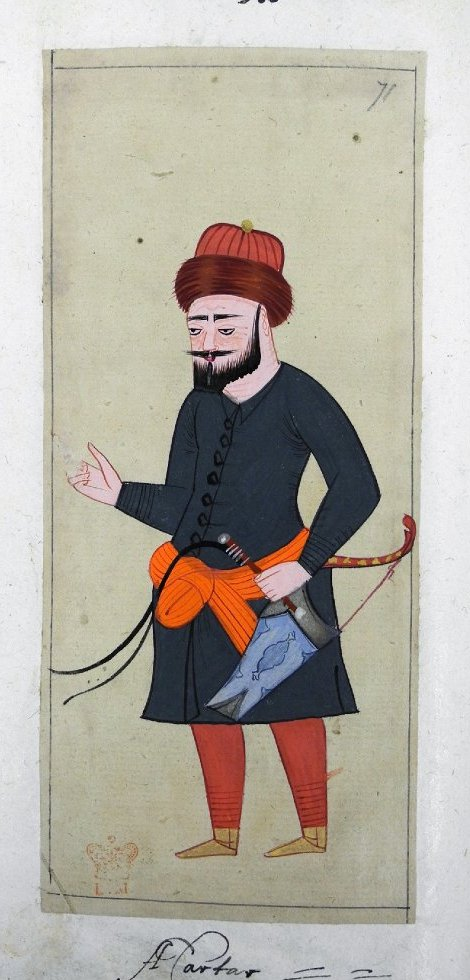
Татарин на османській службі
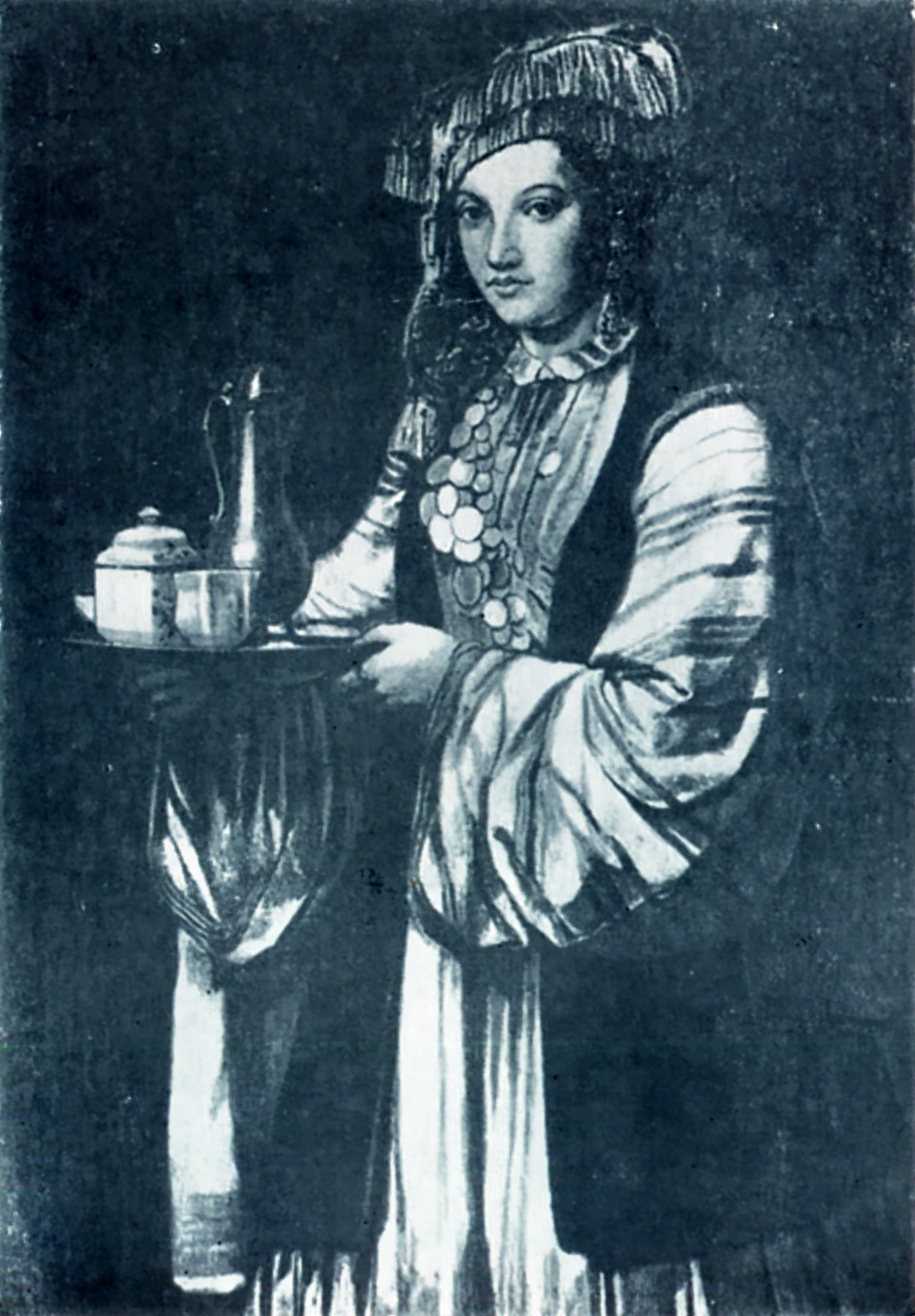
Татарка
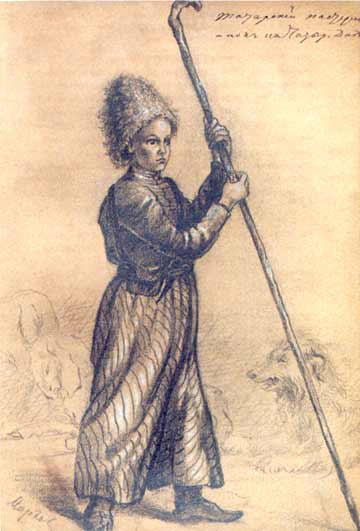
Татарин-пастух
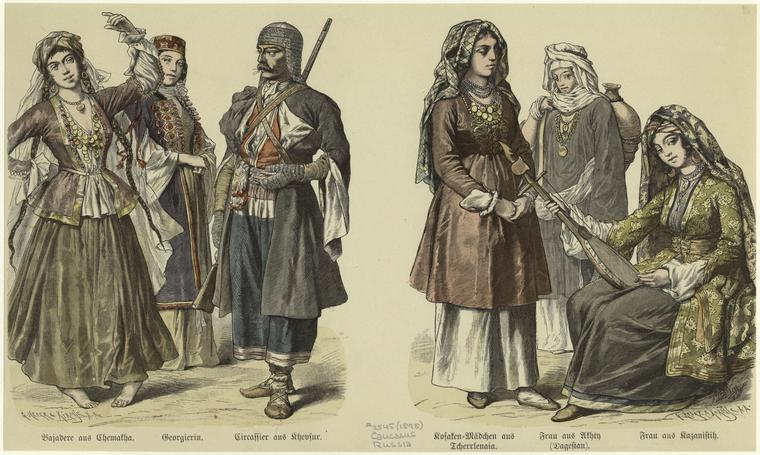
Татари
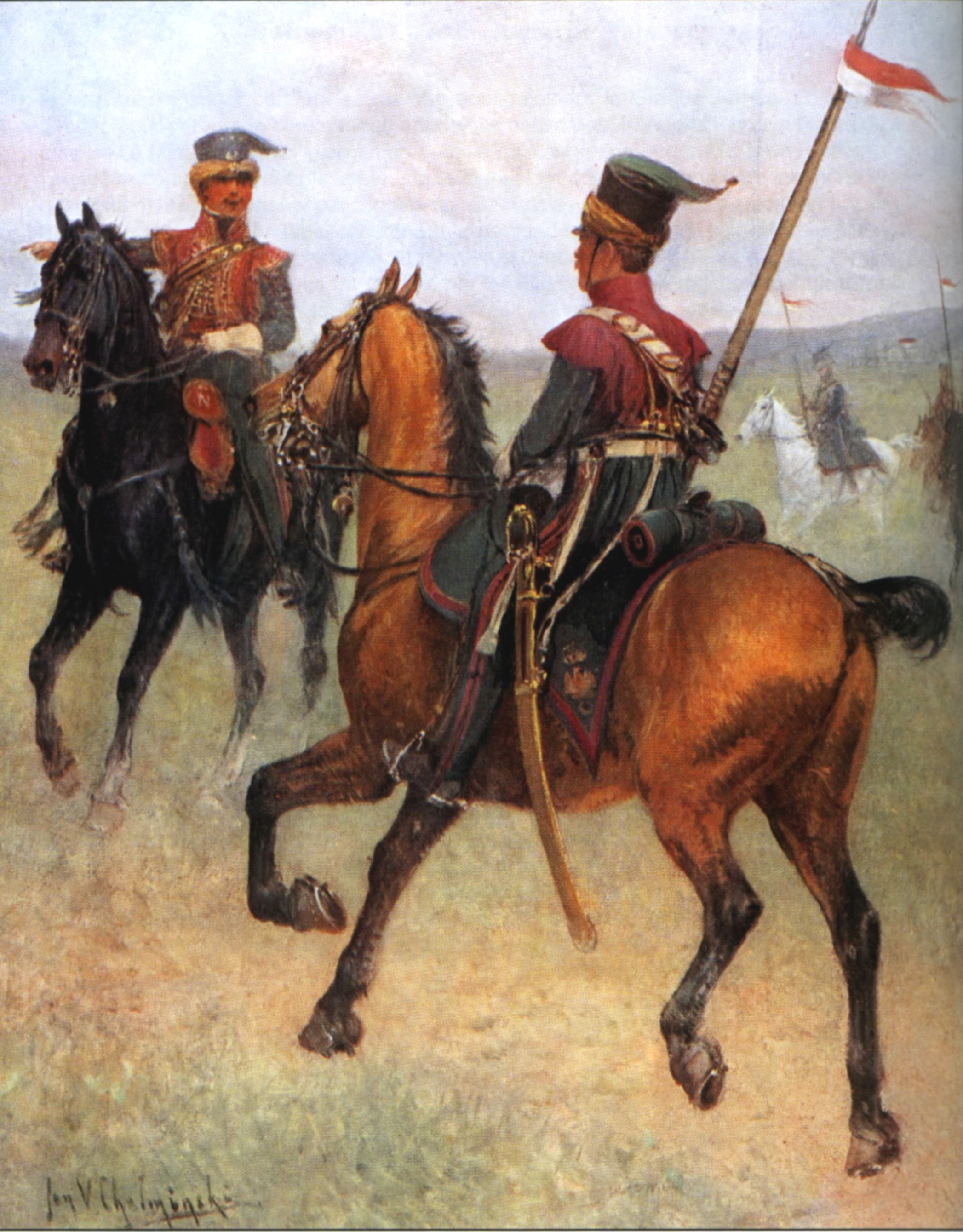
Литовські татари у наполеонівських війнах
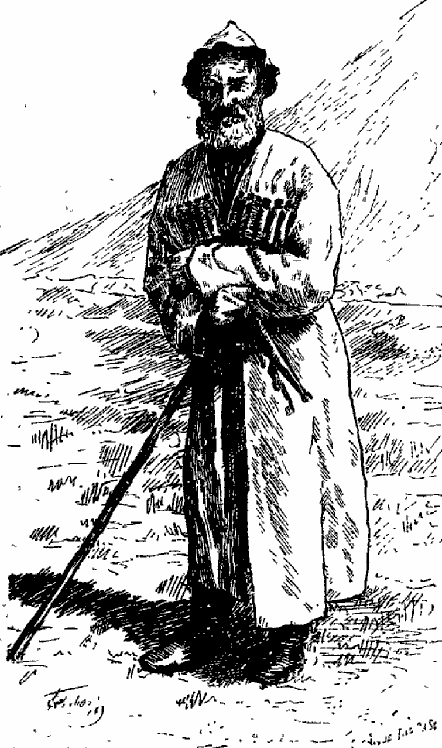
Татарин
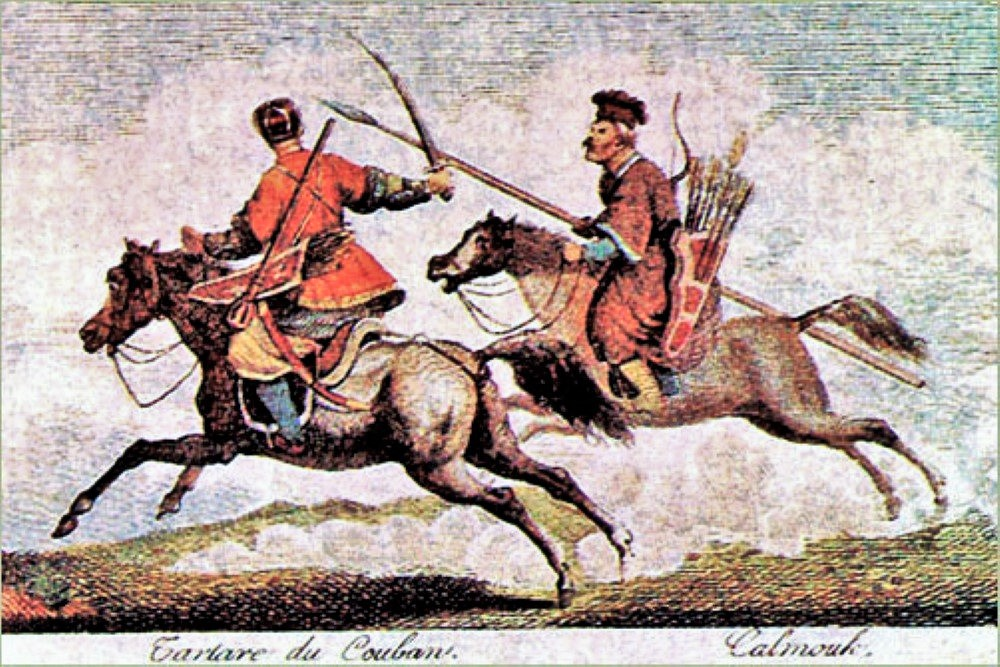
Татари-вершники
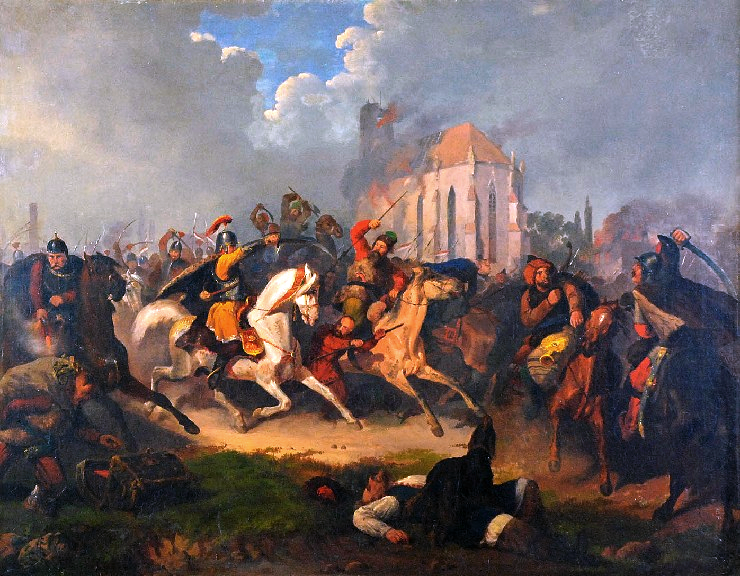
Відбиття татарських полонених
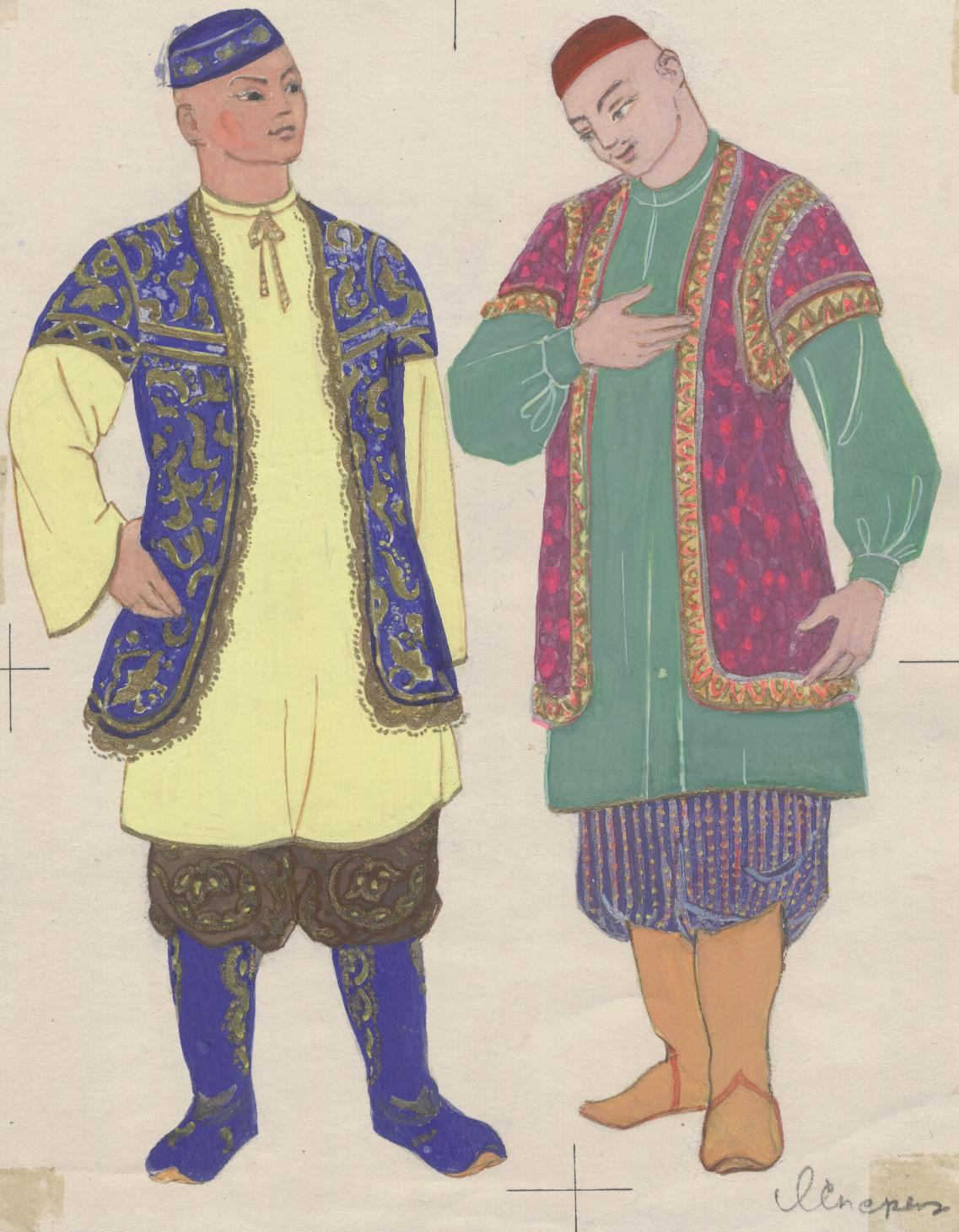
Татарський наряд
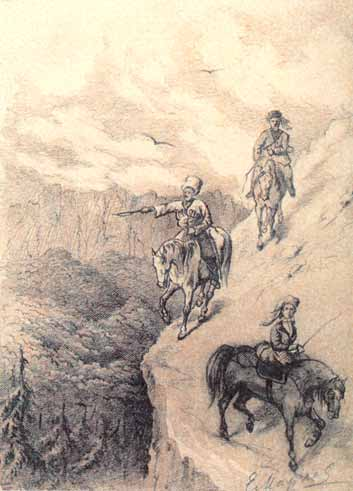
Татари-вершники